# Drapetisca
Drapetisca é um gênero de aranhas da família Linyphiidae descrito em 1866.